# 港西上里
港西上里，是台灣南部自清治時期至日治初期的一個行政區劃，其範圍包括今高雄市的美濃區全部、杉林區西南部、旗山區東部、六龜區南部，以及屏東縣的里港鄉全部、九如鄉全部及高樹鄉大部分地區。
港西上里北邊為楠梓仙溪東里，東邊為蕃地，南邊為港西中里，西邊為觀音內里、羅漢外門里。

## 管轄街庄
港西上里共轄29個街庄：
- 今美濃區境內：瀰濃庄、中坛庄、金瓜藔庄、吉洋庄、龍肚庄、竹頭角庄
- 今杉林區境內：月眉庄
- 今旗山區境內：旗尾庄、手巾藔庄
- 今六龜區境內：新威庄
- 今里港鄉境內：阿里港街、搭樓庄、三張廍庄、瀰力肚庄、土庫庄、武洛庄、中崙庄
- 今高樹鄉境內：高樹下庄、舊藔庄、阿秡泉庄、東振新庄、加蚋埔庄、田仔庄、埔羗崙庄
- 今九如鄉境內：九塊厝庄、下冷水坑庄、三塊厝庄、後庄、東寧庄